# Chimografia
La chimografia è una metodica diagnostica, ottenuta tramite un chimografo, che determina una rappresentazione meccanica a forma di curva ("chimogramma") di variazioni di determinati processi fisiologici.

## Strumentazione
La chimografia prevede l'utilizzo di un macchinario denominato chimografo, un dispositivo in grado di fornire una registrazione in continuo di una variazione temporale di alcuni processi fisiologici o muscolari (la pressione arteriosa, la contrazione muscolare, la fonazione, la respirazione ed altre). L'apparecchio è sostanzialmente formata da un tamburo rotante, avvolto da un foglio di carta da registrazione (in origine della carta affumicata), sul quale un pennino si muove avanti ed indietro, perpendicolarmente al moto del cilindro, registrando i cambiamenti percepiti del fenomeno oggetto di studio. Il pennino è montato su di un'asta scrivente e generalmente il tamburo ruota ad una velocità costante e voluta, grazie ad un meccanismo ad orologeria.

## Storia
Il chimografo fu inventato e messo a punto dal fisiologo tedesco  Carl Ludwig nel 1840. Per la sua semplicità di funzionamento e manutenzione divenne lo strumento di riferimento nell'ambito della ricerca sperimentale in fisiologia. Grazie all'apposito trasduttore in grado di recepire il fenomeno fisiologico considerato e trasmetterlo per via meccanica, idraulica, pneumatica o, (alcuni anni più tardi), elettrica, producendo il tracciato, il chimografo di Ludwig si diffuse rapidamente dalla Germania in tutti i laboratori d'Europa. Ma più ancora che le caratteristiche dello strumento era l'idea di fondo, la concezione che ogni fenomeno fisiologico potesse considerarsi correttamente interpretato solo se misurabile e traducibile nei termini della fisica e della chimica, che ne facilitò la rapida diffusione. L'apparecchio oltre alla  registrazione del dato sperimentale ne  consentiva la trasposizione grafica, la misurazione precisa e, di conseguenza, anche l'elaborazione in termini matematici.
I successivi perfezionamenti che permisero la registrazione in contemporanea di diversi parametri con più pennini, fecero di questo dispositivo uno strumento indispensabile per lo studio della fisiologia.
(Angelo Mosso,fisiologo torinese, (1846-1910))
(Angelo Mosso, fisiologo torinese, (1846-1910))
Nel 1911 il polacco Sabat grazie ad una telecamera mobile a fessura adattata alle esigenze radiologiche riuscì a catturare e registrare i movimenti del cuore. L'anno successivo, sembra grazie a studi indipendenti rispetto a quelli di Sabat, Gott e Rosenthal giunsero alla stessa scoperta.
Al dispositivo venne dato il nome di radiochimografo o chimografo a raggi X. Successivamente, nel 1934, Stumpf e collaboratori progettarono il chimografo a fessure multiple che riuscendo a dare una buona registrazione (per l'epoca) dei contorni 'mutevoli' dell'ombra cardiaca ne permetteva la determinazione della portata e del rapporto del movimento delle varie porzioni del cuore, con alcune differenziazioni topografiche delle varie strutture che la componevano.
Per tale motivo il radiochimografo restò in auge per molti anni.

## Funzionamento ed utilizzi
La chimografia mostra attraverso esemplificazioni su grafico  le variazioni di energia (di movimento, di temperatura o similari) del corpo. Nel passato trovò un grande impiego soprattutto nell'ambito cardiovascolare.

Gli psicologi sperimentali adottarono il chimografo come strumento per la registrazione di vari eventi tempo correlati: tempo di risposta, presentazione dello stimolo, sforzo muscolare e vibrazioni diapason.